# Madona Ke
La Madona Ke (xinès tradicional: 客氏, xinès simplificat: 客氏, pinyin: Kè Shì) va ser la mainadera del jove Emperador Tianqi (1605-1627), el qual va ser Emperador de la Xina (Dinastia Ming) del 1620 fins al 1627. Quan ell va complir els 15 va esdevenir Emperador, i no sent alfabet, ell en delegà totes les funcions a Wei Zhongxian, donant el poder real a Wei i a la Madona Ke. Tots dos van ser eliminats tan aviat com l'Emperador Chongzhen (l'últim de la Dinastia Ming) va succeir al seu germà en el tron en el 1627.